# Hypsoides flavens
Hypsoides flavens is een vlinder uit de familie tandvlinders (Notodontidae), onderfamilie processievlinders (Thaumetopoeinae). De wetenschappelijke naam van deze soort is voor het eerst geldig gepubliceerd in 1891 door Mabille.
De soort komt voor in tropisch Afrika.